# Municipio de Oran (Iowa)
El municipio de Oran (en inglés: Oran Township) es un municipio ubicado en el condado de Fayette en el estado estadounidense de Iowa. En el año 2010 tenía una población de 760 habitantes y una densidad poblacional de 8,02 personas por km².

## Geografía
El municipio de Oran se encuentra ubicado en las coordenadas 42°41′35″N 92°1′12″O / 42.69306, -92.02000. Según la Oficina del Censo de los Estados Unidos, el municipio tiene una superficie total de 94.8 km², de la cual 94,76 km² corresponden a tierra firme y (0,03 %) 0,03 km² es agua.

## Demografía
Según el censo de 2010, había 760 personas residiendo en el municipio de Oran. La densidad de población era de 8,02 hab./km². De los 760 habitantes, el municipio de Oran estaba compuesto por el 99,87 % blancos, el 0,13 % eran de otras razas. Del total de la población el 0,92 % eran hispanos o latinos de cualquier raza.